# Kampfbund gegen den Faschismus

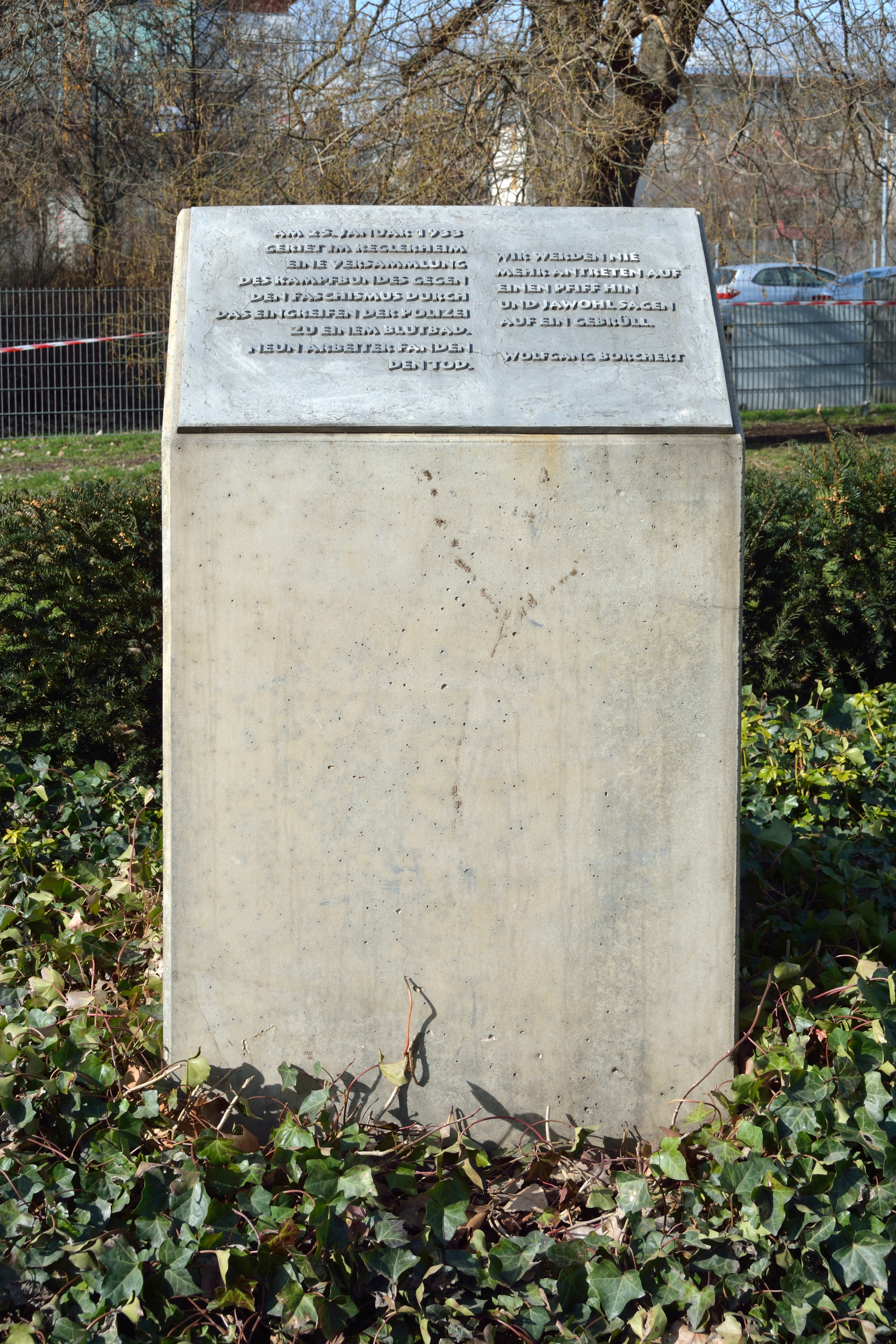
Gedenkstele für neun getötete Mitglieder in Dresden

Der Kampfbund gegen den Faschismus war eine Nebenorganisation der KPD. Er wurde 1930 gegründet und bestand bis zum Beginn der nationalsozialistischen Herrschaft 1933.
Die Organisation wurde als Nachfolgeorganisation des verbotenen Rotfrontkämpferbundes gegründet. Dieser bestand nur als illegale Organisation weiter. Der Kampfbund war auch eine Reaktion auf die Entstehung der Schutzformationen (Schufos) des Reichsbanners Schwarz-Rot-Gold. Im Gegensatz zum 1931 gegründeten Parteiselbstschutz der KPD durften die Mitglieder des Kampfbundes keine Waffen tragen. Die Aufgabe des Bundes war es, auf legalem Boden öffentlich sichtbar der NSDAP entgegenzutreten. Gleichzeitig wandte er sich gegen das kapitalistische System. Im Zuge der „Einheitsfronttaktik von unten“ sollte die Organisation neben kommunistischen auch sozialdemokratische Arbeiter ansprechen.
Vorsitzender des Kampfbundes war Hermann Remmele. Insgesamt hatte er rund 100.000 Mitglieder. Es bestanden 1658 Ortsgruppen und 109 Betriebsstaffeln. Organ des Bundes war die Zeitung Die Fanfare. Im Vergleich mit ähnlichen Organisationen war der Kampfbund wenig bedeutend. Das Reichsbanner hatte etwa eine Million Mitglieder.
Insbesondere gelang es kaum, nichtkommunistische Arbeiter zu gewinnen. 1932 stellte der Bund fest: „Der Kampfbund ist in seinen jetzigen politischen und organisatorischen Zustand den Anforderungen, die den Gesamtkampf der Klasse an uns stellt, in keiner Weise gewachsen.“
Nach der Bildung der Eisernen Front durch das Reichsbanner, die freien Gewerkschaften, die SPD und weitere Organisationen wurde von der KPD die Antifaschistische Aktion gegründet. Zentrale Teilorganisation wurde der Kampfbund. 
Einige Mitglieder setzten die Arbeit des Kampfbundes nach dem Beginn der nationalsozialistischen Herrschaft in der Illegalität fort. Viele von ihnen wurden inhaftiert oder ermordet.